# Lednické Rovne
Lednické Rovne je naselje na zapadu Slovačke (35 km sjeveroistočno od Trenčina). Prvi put se spominje 1471.

## Stanovništvo
| Godina:     | 1993. | 2003.   | 2013.   | 2023.   |
| ----------- | ----- | ------- | ------- | ------- |
| Broj ljudi: | 3943  | 4188    | 4094    | 3869    |
| Razlika:    |       | +6,21 % | -2,24 % | -5,49 % |

| Godina:     | 2022. | 2023.   |
| ----------- | ----- | ------- |
| Broj ljudi: | 3893  | 3869    |
| Razlika:    |       | -0,61 % |

Grad ima 3869 stanovnika. Prema narodnosti većinu stanovnika čine Slovaci (98,08%). Prema vjeri većina stanovništva izjašnjava se katolicima (85,78%), oko 10,07% ateistima i 2,13% luteranske zajednica.

## Znamenitosti
- Crkva svete Michala (1926.)
- Kapelica svete Anni (18. st.)

## Vanjske poveznice
|  | Zajednički poslužitelj ima još gradiva o temi Lednické Rovne |

- Službena stranica naselja (sl.)